# Штендера, Евгений
Евгений Штендера (укр. Євген Штендера; псевдонимы — Зоряный, Прирва, Нерв; 2 января 1924 — 23 августа 2022) — общественный деятель, издатель, сотник УПА. Магистр славистики (1969). Член Научного общества имени Тараса Шевченко. Ответственный редактор «Летописи УПА».

## Биография
Родился в с. Волица-Барилова (ныне село во Львовской области Украины) в крестьянской семье. В мае 1943 года окончил Сокальскую гимназию, с июня 1943 года стал воином Украинской повстанческой армии на Волыни.
В июне 1945 года назначен проводником Третьего округа ОУН. С сентября 1945 года — командир куреня «Волки» и тактического отрезка «Данилов», действовавших на территории Холмщины. Организовывал сотрудничество УПА с польской подпольной организацией «Свобода и Независимость», результатом которого стала совместная атака на Грубешов 27—28 мая 1946 года.
В 1948 году командовал рейдом УПА на территорию бывшей Восточной Пруссии, затем прибыл в Западную Германию, где проживал на протяжении 1948—1955 годов. Изучал политическую экономию в Украинском свободном университете в Мюнхене. Являлся членом миссии УПА. Работал в редакциях журналов «До зброї», «Сучасна Україна», «Український самостійник».
В 1956 году эмигрировал в Канаду. В 1969 году получил степень магистра славистики и бакалавра библиотековедения Университета Альберты (Эдмонтон). В течение 1975—1989 годов работал библиотекарем сначала в Университете Реджайны (провинция Саскачеван), а позже — в Национальной библиотеке Канады в Оттаве.
Являлся активным членом Объединения бывших воинов УПА США и Канады; один из основателей издательского комитета «Летописи УПА» и его ответственный редактор с 1975 по 1998 год; в 1994—1998 годах — сопредседатель Киевского редакционного совета изданий «Летописи УПА» (новая серия); член нескольких научных обществ.
Проживал в Оттаве. Умер 23 августа 2022 года.

## Награды
Награждён отличием Президента Украины — Крестом Ивана Мазепы (2010).